# Antakalnio bunkeriai
Antakalnio bunkeriai este o arie protejată (arie specială de conservare — SAC, sit de importanță comunitară — SCI) din Lituania întinsă pe o suprafață de 0,83 ha, integral pe uscat.

## Localizare
Centrul sitului Antakalnio bunkeriai este situat la coordonatele 54°42′03″N 25°19′58″E / 54.7008°N 25.3328°E.

## Înființare
Situl Antakalnio bunkeriai a fost declarat sit de importanță comunitară în mai 2005 pentru a proteja 1 specie de animale. Situl a fost protejat și ca arie specială de conservare în august 2020.

## Biodiversitate
Situată în ecoregiunea boreală, aria protejată nu include niciun habitat protejat.
La baza desemnării sitului se află o specie protejată de  mamifere: liliac cârn (Barbastella barbastellus).
Pe lângă speciile protejate, pe teritoriul sitului au mai fost identificate 3 specii de mamifere.